# Paradoxodes subalbata
Paradoxodes subalbata är en fjärilsart som beskrevs av Paul Dognin 1900. Paradoxodes subalbata ingår i släktet Paradoxodes och familjen mätare. Inga underarter finns listade i Catalogue of Life.